# Heinz Baked Beans
A Heinz Baked Beans az amerikai J. H. Heinz Company  babkonzerv terméke, amely 1886 óta van forgalomban az Egyesült Királyságban, az Amerikai Egyesült Államokban és sok más országban.  
A terméket 2008 óta Heinz Beanz néven forgalmazzák.

## Múzeum
2019-ben a Heinz cég megnyitotta a  “Beanz Museum” nevű  pop-up kiállítást Londonban a Covent Gardenben, amely 2019. augusztus 30. és szeptember 1-je között volt látható.  A Múzeum egy interaktív és immerzív kiállítást tartalmazott a  Heinz’s Baked Beans termékek 150 éves történetéről. 

## Képgaléria

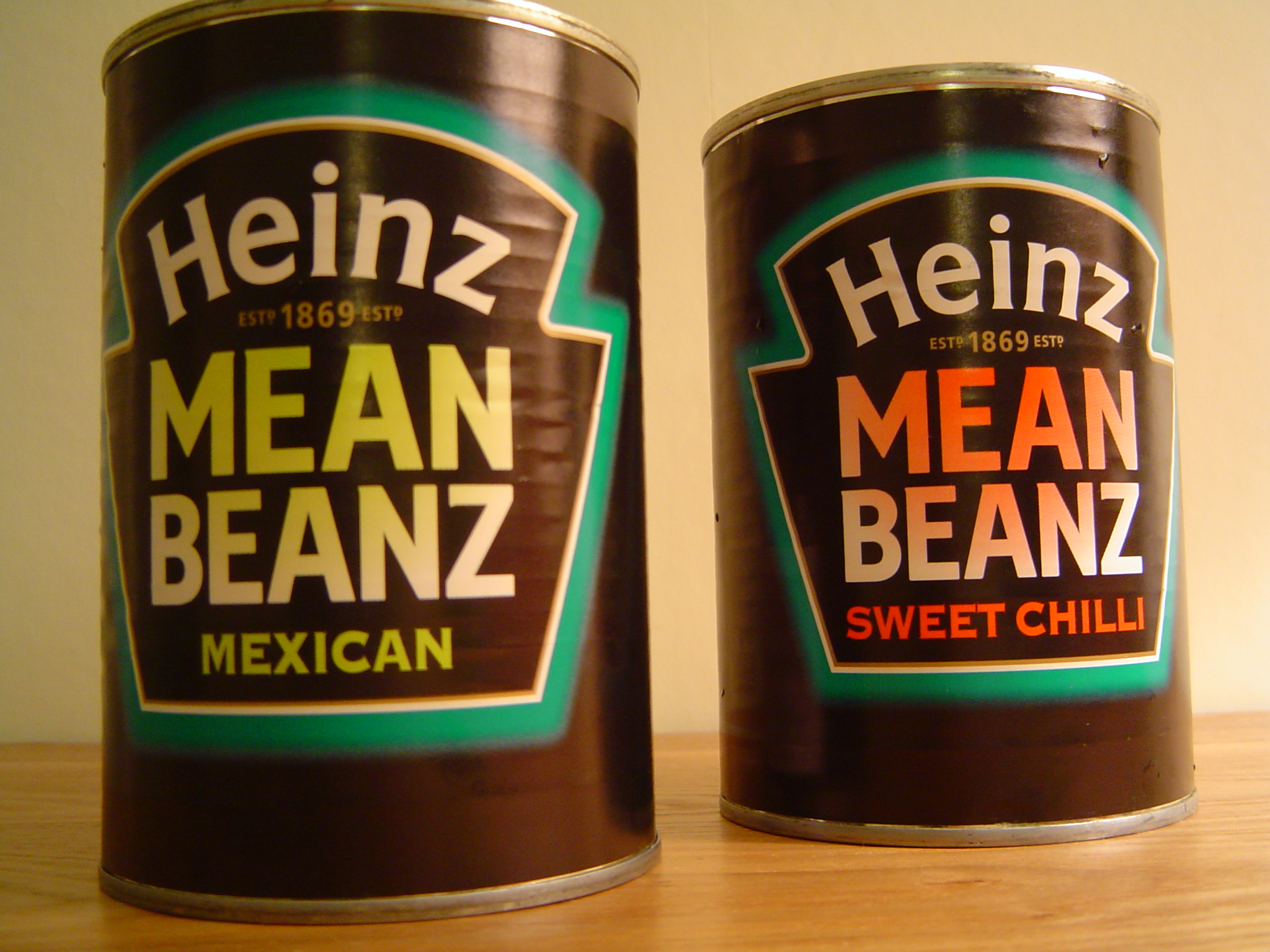
A márka feltüntetése  konzervdobozokon
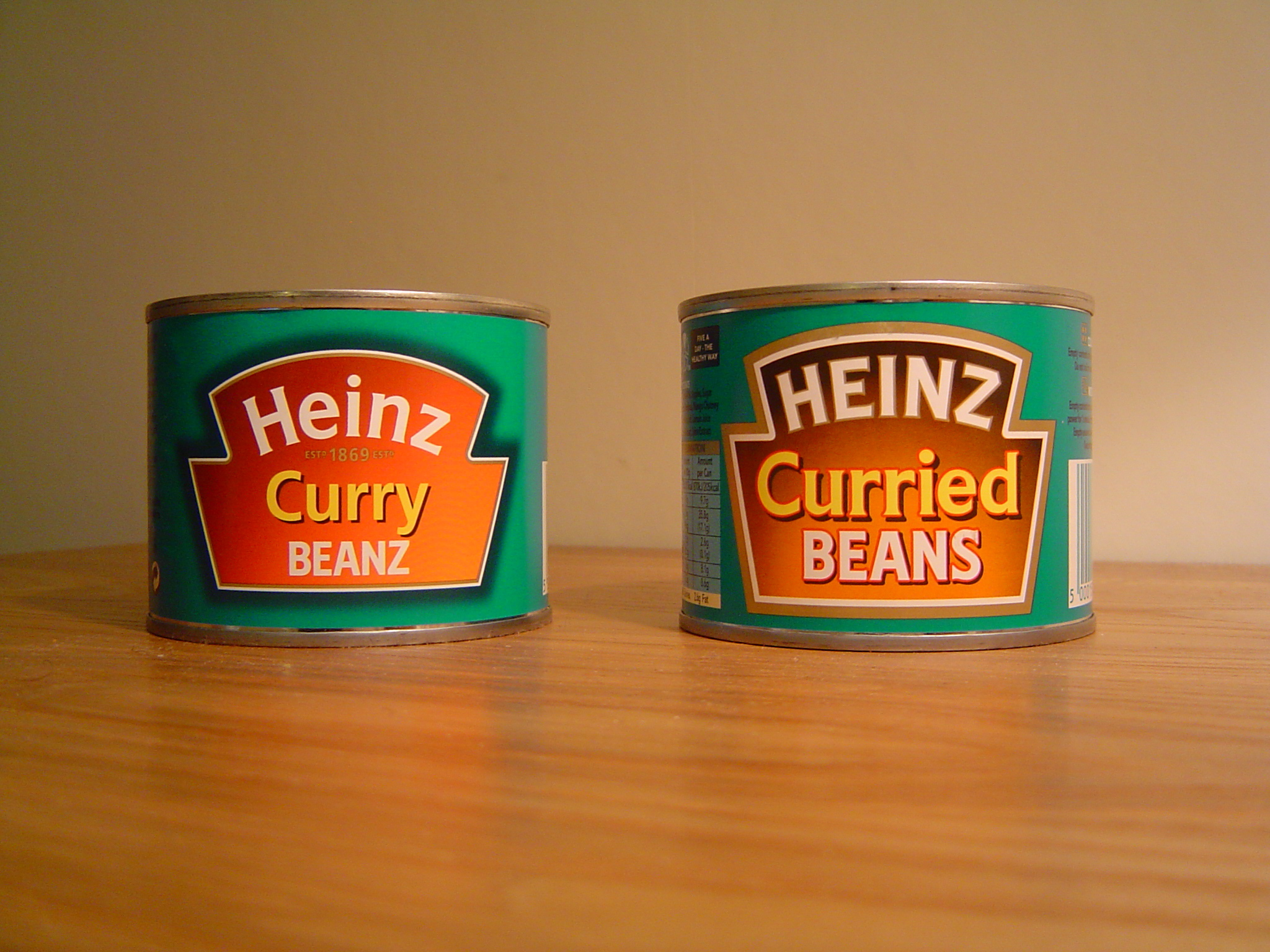
A márka újabb és korábbi változata
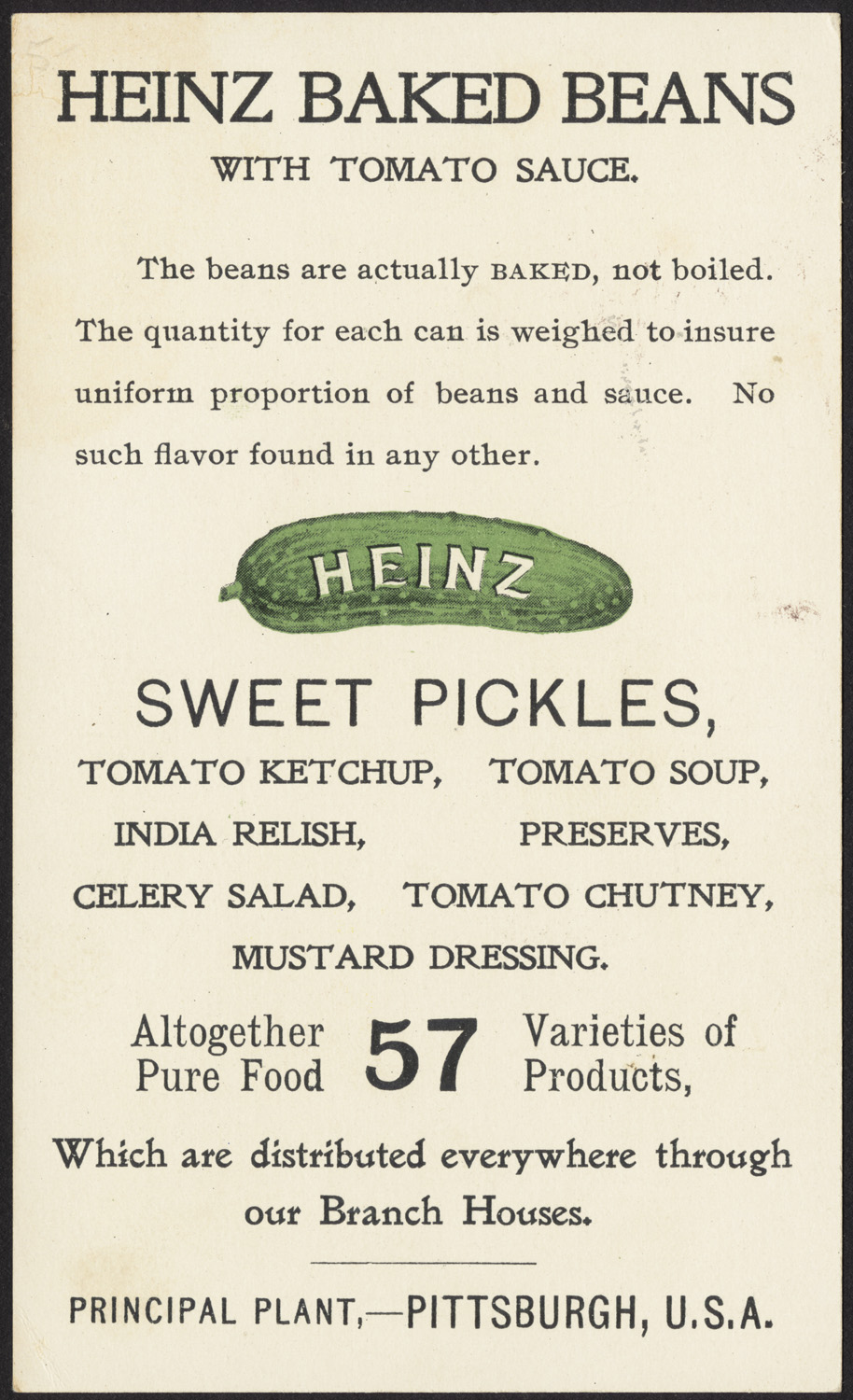
Reklámkártya a 19. század végéről

## Külső hivatkozások
- Heinz (United Kingdom)
- Heinz Beanz introduce new jars for idiots. Daily Mirror, 2010. július 31. (Hozzáférés: 2012. december 23.)

## A kultúrában
Az angol The Who együttes Who Sell Out című albumán szerepel egy szöveg (nem dal!) J. Entwislte előadásában, amelynek címe Heinz Baked Beans.